# Бољевићи (Братунац)
Бољевићи су насељено мјесто у општини Братунац, Република Српска, БиХ. Према прелиминарним подацима пописа становништва 2013. године, у насељу је живјело 195 становника.

## Географија
Село је смјештено на лијевој обали Дрине. Обухвата подручје од 777 хектара.

## Становништво
Према попису становништва из 1991. године, мјесто је насељавало 415 становника српске националности.
| Демографија | Демографија | Демографија |
| Година      | Становника  | Становника  |
| ----------- | ----------- | ----------- |
| 1948.       | 666         |             |
| 1953.       | 730         |             |
| 1961.       | 779         |             |
| 1971.       | 626         |             |
| 1981.       | 513         |             |
| 1991.       | 415         |             |
| 2013.       | 195         |             |